# Рейган (фільм)
«Рейган» (англ. Reagan) — американський біографічний фільм Шона Макнамари, що розповідає про 40-го президента США Рональда Рейгана.

## Сюжет
Головний герой фільму — Рональд Рейган, 40-й президент США, який займав цю посаду в 1981—1989 роках.

## У ролях
| Актор               | Роль                        |
| ------------------- | --------------------------- |
| Денніс Квейд        | Рональд Рейган              |
| Девід Генрі         | Рональд Рейган в юності     |
| Пенелопа Енн Міллер | Ненсі Рейган                |
| Скіп Швінк          | Джиммі Картер               |
| Кевін Діллон        | Джек Ворнер                 |
| Джон Войт           | Віктор Новіков              |
| Леслі-Енн Даун      | Маргарет Тетчер             |
| Олек Крупа          | Михайло Горбачов            |
| Кері-Хіроюкі Тагава | Накасоне Ясухіро            |
| Роберт Даві         | Леонід Брежнєв              |
| Ксандер Берклі      | Джордж Шульц                |
| Скотт Степп         | Френк Сінатра               |
| Міна Суварі         | Джейн Вайман                |
| Морайя Пітерс       | Лойс Вайтмен                |
| Аманда Рієтті       | Нель Рейган мати Рональда   |
| Джастін Чатвін      | Джек Рейган батько Рональда |

## Виробництво
Зйомки фільму почалися 9 вересня 2020 року в Оклахомі. 22 жовтня вони були перервані через коронавірус, 5 листопада відновилися. Прем'єра фільму спочатку була намічена на 2021 рік, проте пізніше її перенесли на 2023 рік. Згодом прем'єру знову перенесли на 30 серпня 2024 року.